# وست ساید هایوی، واشینگتن
وست ساید هایوی (به انگلیسی: West Side Highway) یک منطقهٔ مسکونی در ایالات متحده آمریکا است که در شهرستان کائولیتز، واشینگتن واقع شده‌است. وست ساید هایوی ۶٫۹ کیلومتر مربع مساحت و ۵٬۵۱۷ نفر جمعیت دارد.